# Zasijavanje oblaka
Zasijavanje oblaka je vrsta djelatnosti radi modificiranja vremenskih prilika koja se provodi s ciljem mijenjanja količine ili vrste oborina. Uglavnom se koristi s ciljem izazivanja kiše na području nad kojim putuju oblaci koji na tom mjestu ne bi inače davali kišu.
Postupci zasijavanja oblaka, tj. "sijanja oblaka" (engl. "cloud seeding") se provede diljem svijeta, uz suradnju mnogih znanstvenih institucija. Tako se 2021. u Sjedinjenim Američkim Državama bilježe javnim sredstvima financirani takvi programi u 8 saveznih država; ali uz napomenu da je uspješnost svih tih programa nedovoljno istražena.
Uspješnost postupaka zasijavanja oblaka je do danas predmet kontroverzi, a povodom provođenja takvih postupaka se nerijetko pojavljuju nagađanja da se postupcima zasijavanja oblaka mogu uzrokovati također i poplave i suše.
Djelatnost zasijavanja oblaka se smatra obećavajućom tehnologijom, koja ima perspektivu značajne komercijalne primjene, međutim sa slabostima koje danas (stanje 2023.) uključuju nedovoljno iskustvo u primjeni, nesigurnost u pogledu pouzdanosti tehnologije i o rizicima po okoliš.

## Osnove postupka
Zasijavanje oblaka se izvodi raspršivanjem tvari u atmosferu kako bi se pospješila kondenzacija u oblacima ili stvaranje jezgri leda u njima. Uobičajena sredstva uključuju srebrni jodid, kalijev jodid, suhi led i sol. Postoje i metode koji uključuju izbacivanje električnih ili infracrvenih impulsa. U najnovije se vrijeme za zasijavanje oblaka koriste i nanočestice.
Tvari se u atmosferu kod zasijavanja oblaka raspršuju pomoću letjelica (s pilotima ili bez pilota), te zemaljskih generatora.
Nakon što su 1940. god. znanstvenici koje je angažirao američki General Electric utvrdili da je stvaranje ledenih kristala neophodnih za stvaranje oborina neophodna stanovita jezgra koju u prirodi čini prašina ili neke bakterije, provođena su brojna istraživanja s vrstama takvih jezgri i načinima njihovog sijanja u oblake. Također je potrebno utvrditi koji oblaci su pogodni da se na njima izvede "sjetva". U područjima s toplom klimom se za zasijavanje uglavnom koristi preparati na bazi soli, a u drugim područjima uglavnom na bazi srebrnog jodida. Izuzev letjelica, za sijanje se koriste i rakete. Takvim raketama su primjerice u Kini prigodom Ljetnih Olimpijskih igara 2008. godine nastojali postići da se oblaci isprazne prije nego dođu do Pekinga, kako bi se ondje igre mogle odvijati po sunčanom vremenu.

## Povijest sijanja oblaka
1890. godine su savezne vlasti Sjedinjenih Američkih Država odobrile prvi program u kojemu se eksperimentiralo s izazivanjem kišnih oblaka prema teoriji koju je postavio James Pollard Espy: on je smatrao da se paljenjem šuma može prouzročiti stvaranje kišnih oblaka. Eksperiment je nadzirao general Robert St. George Dyrenforth; nakon 2 godine je utvrđeno da pokušaj nije bio uspješan.
1904. godine je Charles Mallory Hatfield izveo eksperiment s 23 kemikalije koje su isparavale iz velikih galvaniziranih tankova: tvrdio je da ima stanovite uspjehe, i tijekom godina je uvjerio niz gradova i poljoprivrednika da na njihovom području izvede aktivnosti radi izvođenja kiše. Krajem 1915. god. je kalifornijski grad San Diego pristao da se na njihovom području izvede takva aktivnost, s nadom da će biti prekinuta ozbiljna suša te godine. Kiša je u siječnju 1916. godine doduše pala - teško je provjeriti je li tome pridonijela Hatfieldova metoda - ali tako velika da je izazvala poplavu uz visoke štete i čak 12 poginulih ljudi. Hatfield je i nakon toga nastavio s eksperimentima, držeći svoju formulu tajnom - nakon njegove smrti više je nitko ne zna.  
Nakon što su 1920.-ih godina provođeni stanoviti eksperimenti, pokrenut je u SAD 1947. godine značajan "Projekt Cirrus" u suradnji General Electrica i američke vojske: taj se projekt smatra početkom znanstvenog pristupa zasijavanju oblaka. U 2014. godini su projekti radi razrade tehnologije sijanja oblaka bili aktivni u čak 52 zemlje diljem svijeta.

## Današnje stanje tehnologije
Do danas, uspjeh eksperimenata i trajno poduzimanih postupaka zasijavanja oblaka radi izazivanja padalina je upitan - te povodom njih nerijetko nastaju kontroverze. U Izraelu, 2023. god. je objavljeno da su njihovi eksperimenti provođeni tijekom proteklih 38 godina u ukupnosti imali "razočaravajuće" rezultate. Izraelske objave o slabim uspjesima svojih aktivnosti zasijavanja oblaka popraćene su istodobnim optužbama iranskih vlasti, da Izrael svojim postupcima pojačava suše u Iranu. Iran takve optužbe širi i na nekoliko drugih bliskoistočnih zemalja, koje također provode djelatnosti radi sijanja oblaka; te znanstvenici opažaju da je prema današnjem stanju znanja teško sa sigurnošću ocijeniti točne pozitivne i negativne učinke svih tih postupaka.
U Ujedinjenim Arapskim Emiratima se eksperimenti sijanja oblaka u suradnji s međunarodnim znanstvenicima provode još od 1982. godine, te se tamo izvješćuje kako je razvijena pouzdana metoda zasijavanja oblaka koju regularno provodi Nacionalni centar za meteorologiju. Znanstvenici na temelju analize radarskih snimaka izvješćuju da se padaline stvaraju 15-25 minuta nakon sijanja oblaka, pri čemu se bilježe 72% veće područje padalina i 65% duže trajanje padalina od onih koje se bilježe kod oblaka koji nisu tretirani umjetnim sijanjem; te su "općeniti rezultati sukladni sličnim evaluacijama operativnog higroskopskog sijanja u drugim dijelovima svijeta"; ipak uz opasku da su potrebna daljnja istraživanja. U medijima se postavljaju pitanja jesu li korištenjem metode koja se koristi u UAE izazvane i poplave u urbanim područjima, tako npr. u Dubaiju u travnju 2024. godine.
U Nevadi, provodi se 2023.-2024. godine 6 programa zasijvaanja oblaka u okviru te države, te još 4 prekogranična programa koji zahvaćaju i susjedna područja Kalifornije i Colorada. U 2024. godini je putem tamošnjeg Desert Research Institute (DRI) isfinancirano takvih istraživanja u vrijednosti od 52 milijuna američkih dolara. DRI iz Nevade svoje programe i dalje prezentira kao istraživačke.
Kina - kao i u mnogim drugim sferama tehnologije i znanosti - nastoji u zasijavanju oblaka zauzeti vodeće mjesto u svijetu:  veliki gradovi ondje u pravilu imaju (2023. god.) programe sijanja oblaka, te se takvi postupci redovito provode uz navode da su uspješni.

## Vanjske poveznice
- UAE Research Program for Rain Enhancement Science: Rain Enhancement  Arhivirana inačica izvorne stranice od 7. prosinca 2024. (Wayback Machine), kod UAE’s National Center of Meteorology. Pristupljeno 5. studenog 2024.
- U.S. Department of Agriculture, Agricultural Research Service, Aerial Application Techology Research Unit (Texas). Pristupljeno 5. studenog 2024.
- "Rain Enhancement Through Cloud Seeding", Ali M. Abshaev i dr., (poglavlje) u  "Unconventional Water Resources", Qadir, M. i dr. (ur.), United Nations University Institute for Water, Environment and Health (UNU-INWEH), Hamilton, Ontario, Kanada, 2022.
- "Cloud Seeding Operations Criteria", "Desert Research Institute", Reno/Las Vegas, Nevada. Pristupljeno 8. studenog 2024.